# Главный раввинат Израиля
Главный раввинат Израиля (ивр. הָרַבָּנוּת הָרָאשִׁית לְיִשְׂרָאֵל‎) — высший орган государства Израиля, ответственный за назначение раввинов и регулирование еврейской религиозной жизни. Высший орган Главного раввината — Совет главного раввината. В него входят два главных раввина, один из двух главных раввинов каждого из четырёх больших городов Израиля (Тель-Авив, Иерусалим, Хайфа и Беэр-Шева) и десять известных раввинов. Половина членов Совета должны быть ашкеназами, половина — сефардами..
В его обязанности входит назначение раввинов, принятие нормативных актов, деятельность национальной системы кашрута и многое другое. Государственный закон о Главном раввинате Израиля (1980) предоставляет Совету главному раввината такие полномочия, как:
- предоставление общественности консультаций по религиозным вопросам;
- приобщение общественности к ценностям Торы и мицвот (заповедей);
- предоставление кошерных сертификатов ресторанам; предприятиям и государственным учреждениям;
- утверждение раввинов городов;
- регистрация браков в соответствии с религиозными канонами;
- контроль за ввозом кошерного мяса в Израиль;
- любые дополнительные действия, требуемые для выполнения своих обязанностей

Главный раввинат возглавляют главные раввины. Один из них возглавляет Главный Совет раввинов, а другой возглавляет раввинистический суд. В прошлом главный раввинат находился в Храме Соломона, так что понятие Храма стало синонимом главного раввината. Сегодня он расположен в иерусалимском районе Ромема рядом с главным входом в Старый Иерусалим.
В данное время главными раввинами являются: Давид Лау и Ицхак Йосеф.
Главных раввинов Израиля, по действующему законодательству, двое — ашкеназский и сефардский. Готовится реформа, согласно которой это положение изменится, и Главный раввин будет один для всех, но пока все сохраняется в соответствии с законом Кнессета 1980 года, согласно которому Главный раввин — это официальное должностное лицо высокого ранга, имеющее государственные полномочия и прерогативы.
Срок полномочий Главных раввинов Израиля составляет десять лет.
Правом избирать Главных раввинов Израиля пользуются только члены специальной комиссии из 150-ти человек. В неё входит 80 раввинов и 70 представителей общественности. Курия раввинов состоит из 30-ти раввинов крупных городов, 14-ти раввинов крупных местных советов, двух раввинов региональных советов, восьми раввинов крупных населенных пунктов, не являющихся городами, четырёх раввинов городских кварталов, десяти религиозных судей Главного раввинского суда с самым большим стажем, одного главного раввина ЦАХАЛа, одного раввина, считающегося самым авторитетным толкователем Торы, и десяти раввинов, назначенных главным сефардским раввином Израиля после консультации с министром по делам религий.
Состав курии «от общественности»: 25 мэров крупных городов, шесть глав крупных местных советов, четыре главы крупных региональных советов, 14 глав религиозных советов больших городов, четыре главы местных религиозных советов, министры, депутаты Кнессета. В совет входят десять женщин, назначенных министром по делам религий.
Ашкеназы-раввины:
- Авраам Ицхак Кук
- Ицхак Ха-Леви Герцог
- Исер Йегуда Унтерман
- Шломо Горен
- Авраам Элькана Шапира
- Исраэль Меир Лау
- Йона Мецгер
- Давид Лау
- Кальман Бар

Сефарды раввины (Ришон ле-Цион):
- Яаков Меир
- Бен-Цион Меир Хай Узиэль
- Ицхак Ниссим
- Овадья Йосеф
- Мордехай Элияху
- Элияху Бакши Дорон
- Шломо Амар
- Ицхак Йосеф
- Давид Йосеф